# 西口昇吾
西口 昇吾（にしぐち しょうご）は、日本の実業家。AVITA株式会社 創業者/取締役COO。
三重県明和町デジタルプロジェクトPM。

## 略歴
三重県で誕生。鈴鹿工業高等専門学校を卒業し、大阪大学基礎工学部に編入学。ロボット研究者の石黒浩や劇作家、演出家の平田オリザと共にロボット演劇の研究を行う。
2015年にイギリスロンドンのCity, University of LondonのMixed Reality Labで、Adrian David Cheokと共に、遠隔キスコミュニケーションデバイス「Kissenger（キッセンジャー）」の研究を行う。
2015年にニュージーランド クライストチャーチのUniversity of Canterburyで、Human Robot Interactionの研究を行う。
2016年に、高齢者の社会参加をテーマにIBM東京基礎研究所で、共同研究を行う。
2017年に大阪大学大学院基礎工学研究科石黒浩研究室で国立研究開発法人 科学技術振興機構（ERATO）プロジェクトにて、アンドロイドERICAの研究を行う。
2017に日本テレビ放送網株式会社の技術開発部に新卒で入社し、アンドロイドアナウンサープロジェクト「AOI ERICA」を立ち上げる。2020年に開催された米ネバダ州のラスベガス・コンベンションセンターで行われた世界最大級の家電・IT見本市「CES2020」に展示。
2018年に社内新規事業として、バーチャルYouTuber事業を立ち上げ、共同代表を務め、VTuberネットワーク「V-Clan」を創設。マツコ会議のVTuber企画やロボット企画などにも参加。
2021年に日本テレビ放送網株式会社を退職し、石黒浩、濱口秀司と共にAVITA株式会社を創業。取締役COOに就任。株式会社サイバーエージェント、大阪瓦斯株式会社、凸版印刷株式会社、株式会社フジキン、塩野義製薬株式会社から5.2億円の資金調達を実施。
2022年に大阪・関西万博 石黒浩 テーマ事業 パビリオンのメタバースアドバイザーや、三重県明和町の地方創生プロジェクトのプロジェクトマネージャーを務める。
2024年、8月23日、シリーズAラウンドでパソナグループ、三井住友銀行、塩野義製薬、国際電気通信基礎技術研究所、サントリーホールディングス、アドバンスクリエイトの事業会社6社から13億7000万円の資金調達を実施。累計調達額は18億9000万円となる。。
2024年、Forbes JAPAN「日本の起業家名鑑400」に選定。